# صبحانه اسرائیلی

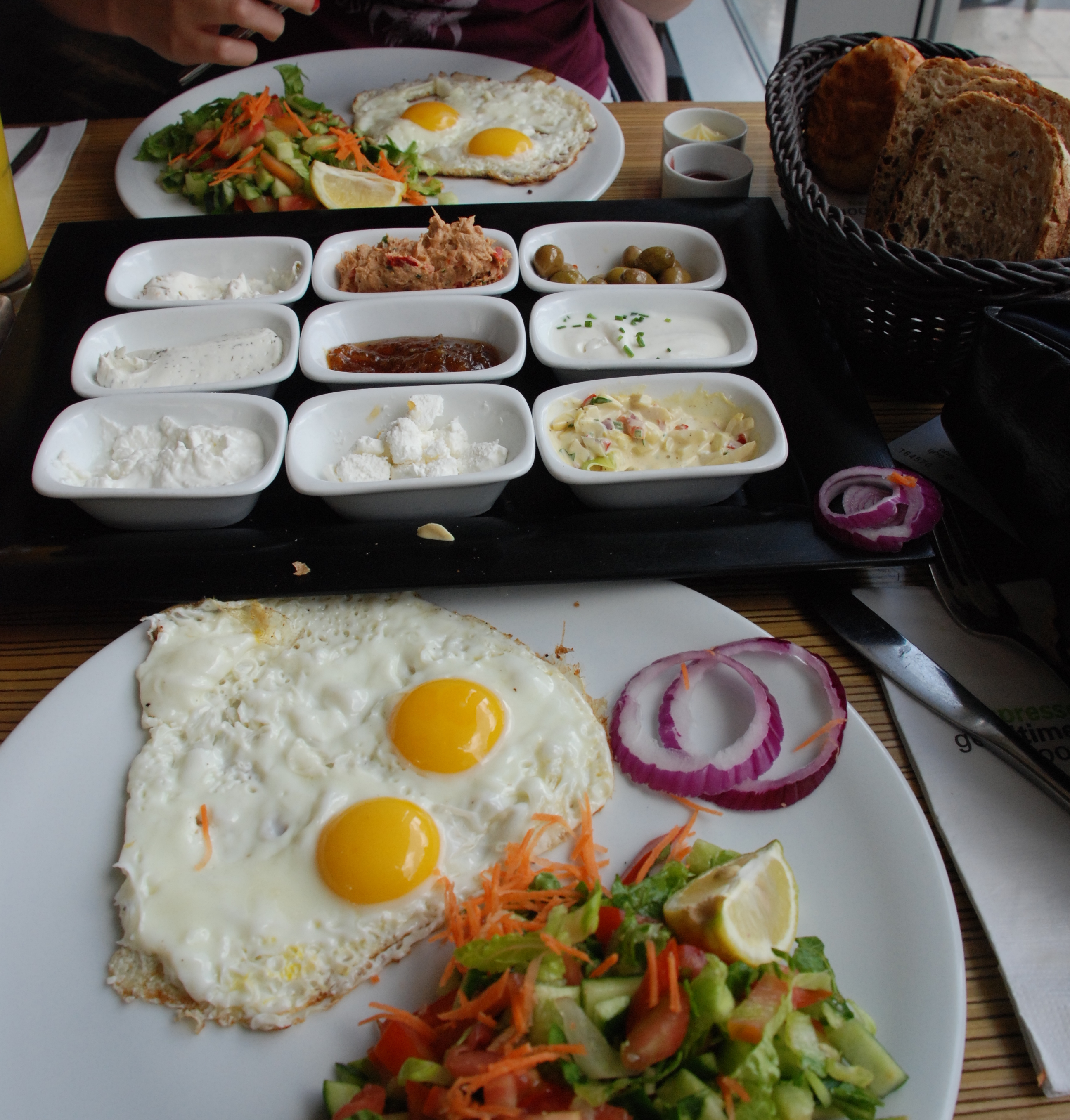
یک صبحانه اسرائیلی با تخم مرغ، سالاد اسرائیلی، نان و سایر مخلفات

صبحانه اسرائیلی (به انگلیسی: Israeli breakfast) سبکی از صبحانه است که از کشاورزی اشتراکی اسرائیل به نام کیبوتص نشات گرفته است و در حال حاضر در بیشتر هتل‌های اسرائیل و بسیاری از رستوران‌ها ارائه می‌شود. این صبحانه به‌طور معمول به سبک بوفه سرو شده و شامل میوه، سبزیجات، سالاد، نان، شیرینی، لبنیات، تخم مرغ و ماهی است. گوشت هرگز در این نوع صبحانه قرار ندارد.

## تاریخچه
در روزهای اولیه تشکیل دولت اسرائیل، اهالی یک کیبوتص وعده‌های غذایی روزانه خود را در یک سالن غذاخوری مشترک می‌خوردند. روال این گونه بود که اهالی، صبح زود یک میان‌وعده سبک می‌خوردند و سپس چند ساعت در مزرعه کار می‌کردند. سپس به سالن غذاخوری بازمی‌گشتند تا یک وعده غذایی دلچسب، چیزی شبیه به چاشت، درنیمه صبح به سبک بوفه میل کنند. در دهه ۱۹۵۰، هتل‌های اسرائیل «صبحانه اسرائیلی» را به سبکی شبیه به وعده‌های غذایی کیبوتص ترویج می‌کردند. در سال ۱۹۷۹، اعضای اتحادیه هتل‌های اورشلیم و انجمن هتل‌داران اسرائیلی تصمیم گرفتند صبحانه کامل اسرائیلی را به عنوان بخشی از نرخ پایه اتاق هتل خود حذف کنند و در عوض آن را با یک صبحانه مختصر و کم ارزشمندتر جایگزین کنند تا هزینه‌ها کاهش یابد. تلاش موفقیت‌آمیز نبود و روال ارائه صبحانه دلچسب به سبک بوفه ادامه یافت.